# Sergio Ala
Sergio Ala (* 1915 Bologna; † 1943 Montagnola) war ein italienischer Komponist, Sänger und Pianist.

## Leben
Er wurde als Antonio Moretti in Bologna geboren und war der Bruder des Lyrikers Mario Moretti. Er arbeitete als Komponist, Sänger, Pianist, Texter und Übersetzer und war Gesangslehrer am Radiosender Ente Italiano per le Audizioni Radiofoniche (EIAR) in Bologna. Seine Lieder wurden u. a. durch Tino Rossi populär.

## Werke
- Le Secret De Tes Caresses, Frankreich 1936, Columbia DF 1955, mit Tino Rossi, Frankreich 1936
- Serenata A Marirosa, Parlophon – G.P. 93078, Italien 1939
- Canzone Alla Tosti, mit Bruno Giordano Mazzoli, Odeon, Italien 1940
- Mon etoile, Columbia, DF 2820 (1941), Frankreich 1941, deutsch: Fiel ein Stern, 1942
- Settembre Ti Dirà, Barimar E La Sua Orchestra, Bentler, BE/TA 2001, BE-TA-2001	Italien 1967